# ラヴィ・シャンカル
ラヴィ・シャンカル （ヒンディー語: रवि शंकर、英語: Ravi Shankar、1920年4月7日 - 2012年12月11日）は、インドのシタール奏者である。
ユーディ・メニューインやジャン＝ピエール・ランパルなど西洋音楽の奏者とも積極的に共演した。またシタール協奏曲を作曲して、ロンドン交響楽団やロンドン・フィルハーモニー管弦楽団と発表した。尺八奏者山本邦山、箏奏者宮下伸とも共演した。またフィリップ・グラスにも大きな影響を与えた。ジョージ・ハリスンのシタール演奏の師匠としても知られる。
サタジット・レイ監督のオプー三部作を初め、『まごころを君に』（1968年）、『ガンジー』（1982年）などの映画音楽も数多く手掛けた。
ジャズ歌手のノラ・ジョーンズとシタール奏者のアヌーシュカ・シャンカルは娘、シタール奏者のアナンダ・シャンカルは甥に当たる。

## 来歴

### ダンサーからシタールの奏者へ

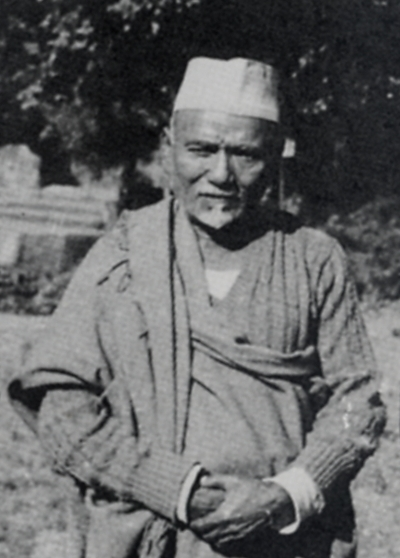
師匠であるババ・アラウディン・カーン

シャンカルはイギリス領インド帝国（現:インド）、ヴァーラーナシーに生まれた。幼少期から青年期にかけて、兄とともに舞踊団のダンサーとして、欧米諸国で活動していた。シャンカルが15歳の時、舞踏団に参加したババ・アラウディン・カーンからシタールを勧められた。3年後、舞踏団の解散に伴い、カーンの元で7年半にわたり、修業をした。
シャンカルが産経新聞の石井健のインタビューで話したことによると、カーンは昔気質で気難しい人物だったが、彼はダンサー時代に通訳兼ガイドとしてカーンに接していたため、自分だけには優しかった。ダンサー時代は豪華なホテルに泊まったり、宴会が開かれることも珍しくなかったのに対し、シタールの修業に出ていたころはインドの不衛生な環境に置かれていた。それでも、シャンカルはカーンの人柄の良さや、「自分を浄化したい」という気持ちが強かったため、逃げ出したいとは思わなかったという。
カーンの元での修業を終えたシャンカルは、デビューしてすぐにシタール奏者として人気を博した。シャンカルは石井とのインタビューの中で、ダンサー時代に西洋の知識や語学、ふるまい方を身に着けたことがスピード出世につながったと振り返っている。

### 世界各国での演奏活動・他ジャンルへの参加

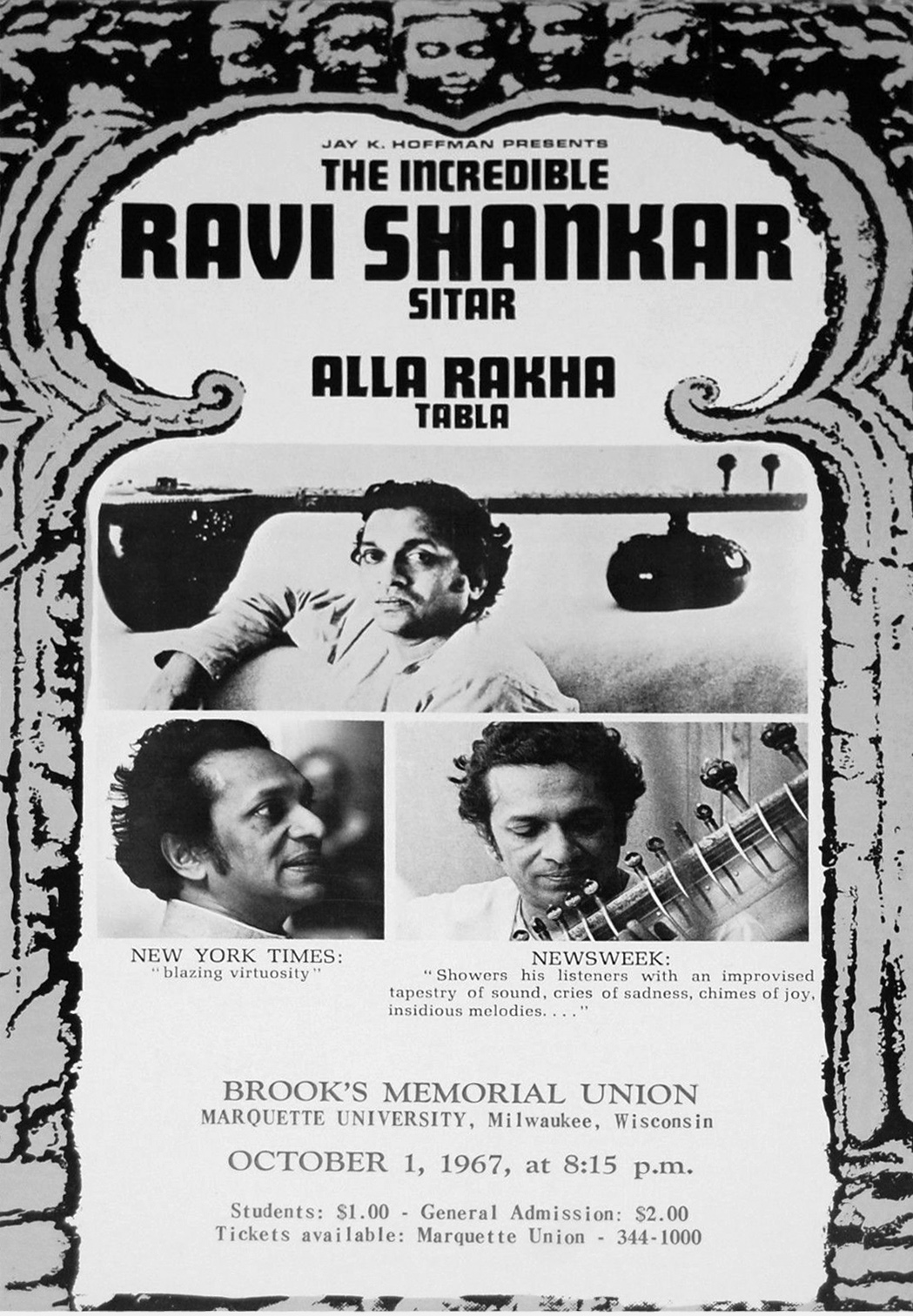
アメリカで開催されたイベントのビラ

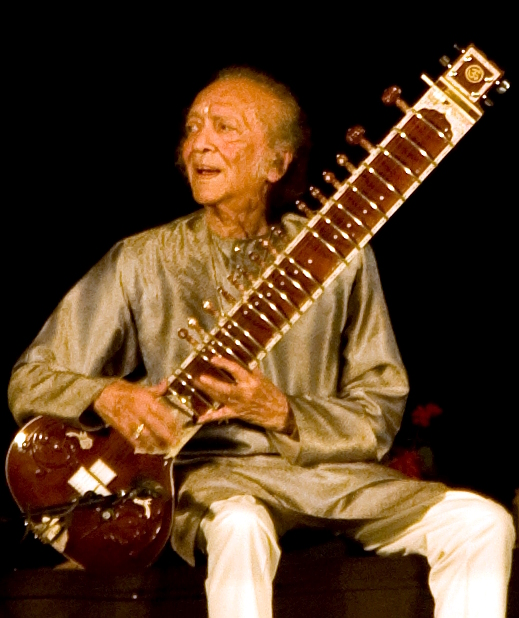
2009年のシャンカル

1950年代、シャンカルはアルバムのレコーディングを行う一方、インド政府が派遣する文化使節のリーダーとして、世界各国で開催されたインド古典舞踊等の公演で演奏活動を行った。この活動の一環として1958年（昭和33年）に来日し、ラジオ東京テレビ（現・TBS）に出演して演奏を披露した。
1963年にはまだ8歳だったチャンドラカント・サルデーシュムクを見出し、後に内弟子として受け入れた。1960年代半ばには、当時、欧米で人気絶頂だったロック・バンドのビートルズのジョージ・ハリスンを弟子として受け入れた。そしてモントレー・ポップ・フェスティバル（1967年）やウッドストック・フェスティバル（1969年）といった大規模なロック・フェスティバルに出演して、ロックやジャズなどの欧米のミュージシャンにも影響を与える存在になった。
一方、彼はハリスンを弟子に迎えてからは自分がポップ・スターのように扱われるようになったことを不快に思っていた、と振り返っている。ロック・フェスティバルへの出演もあくまで契約履行の為であり、モントレー・ポップ・フェスティバルでザ・フーとジミ・ヘンドリックスが披露した楽器の破壊などは、「楽器は神聖なものである」とする自分には到底受け入れられなかった、という。また彼はウッドストック・フェスティバルにはモントレー・ポップ・フェスティバルのようなテーマを何ら見いだせず、観客たちに苦言を呈する場面もあった。そして彼はロックに失望して、もうロック・フェスティバルには出演しないと決意した。
だが1971年、シャンカルは同年3月に勃発したバングラデシュ独立戦争がもたらした大量の東パキスタン難民の惨状に心を痛めて、ハリスンに救済を訴えた。両者は同年8月1日の午後2時半と午後8時の2回、ニューヨークのマディソン・スクエア・ガーデンで、ロック界初の大規模なチャリティー公演になった『バングラデシュ難民救済コンサート』を開催した。シャンカルらがインド音楽を披露する第一部と、ハリスンがリンゴ・スター、エリック・クラプトン、ボブ・ディラン、レオン・ラッセルなどと共演する第二部からなる同コンサートは大成功を収めた。この時にハリスンと再会した際、ハリスンはインド風の服装で来印し、シャンカルは西洋風の服装で出迎えたという。コンサートの模様を収めた3枚組ライヴ・アルバムは同年12月に発表されて、第15回グラミー賞（1972年度）のアルバム・オブ・ザ・イヤーに輝いた。また翌1972年には監督ソール・スイマーのドキュメンタリー映画が公開された。
1974年5月にハリスンが設立した『ダーク・ホース・レコード』からハリスンのプロデュースで、"Shankar Family & Friends"（1974年）と"Ravi Shankar's Music Festival from India"（1976年）を発表。またハリスンと連名で1974年11月2日から12月20日まで北米ツアーを行ない、アメリカとカナダで45回のコンサートを開催した。
一方、クラシック音楽の分野にも進出した。1966年6月、バース国際音楽祭でユーディ・メニューインと共演。その成功を基に、1967年1月に共作アルバム"West Meets East"を発表。同アルバムは第10回グラミー賞の最優秀室内楽パフォーマンス賞を受賞した。メニューインとの共演は"West Meets East, Volume 2"（1968年）、"West Meets East, Volume 3"（1976年）と続き、後者にはジャン＝ピエール・ランパルも参加した。また1971年、アンドレ・プレヴィンが指揮するロンドン交響楽団と共演して『シタールと管弦楽団の為の協奏曲』を発表。1982年には、ズービン・メータ指揮のロンドン・フィルハーモニー管弦楽団と『シタール協奏曲第2番』を発表。
1991年（平成3年）に第2回福岡アジア文化賞大賞、1997年（平成9年）には第9回高松宮殿下記念世界文化賞（音楽部門）を受賞。
2002年、ハリスンの追悼コンサートに娘アヌーシュカと出演した。
2012年12月11日、カリフォルニア州サンディエゴで死去。92歳没。
2013年2月10日、第55回グラミー賞で功労賞が贈られる。授賞式にはアヌーシュカと異母姉妹のノラ・ジョーンズの両名が出席した。